# Нитранский замок
Нитранский замок (словац. Nitriansky hrad) — замок в старом городе Нитра в Словакии, располагается на возвышенности горного массива Трибеч, высота 220 м. В настоящее время является резиденцией епархии Нитры. Доминантами самого замкового комплекса являются базилика святого Эмерама, дворец епископа. Входит в список национальных памятников культуры Словакии.

## История
В конце VIII столетия на Трибечской возвышенности начало развиваться Нитранское княжество. Холм, защищённый рекой с трёх сторон, был удобной площадкой для постройки нового укрепления. После включения Нитранского княжества в состав Великой Моравии город стал важным административным центром, а замковый комплекс был значительно улучшен и расширен. Первые письменные упоминания относятся к XI столетию и описывают базилику святого Эмерама.
Во время нашествия монголов в 1241 году замок уже был сильным укреплением и успешно противостоял нашествию. В XVI веке во время турецкого нашествия крепость была снова усилена. Были построены ренессансный дворец и внутренние ворота. Однако, несмотря на хорошую систему обороны, в 1663 году туркам на короткое время удалось овладеть замком. 
В начале XVIII века построены верхняя церковь и дворец епископа. Ряд перестроек, произведённых на протяжении веков в целях укрепления и реконструкции, значительно изменили облик комплекса. В наибольшей степени первоначальный вид сохранили базилика Эмерама (XIII век), части стены замка, верхняя готическая церковь (XIV век), а также внутренние ворота (XVI век).